# Salsa Villeroy
La Salsa Villeroy (denominada también salsa villeroi) es una salsa derivada de la bechamel. Se diferencia de esta por ser algo más espesa debido a la añadidura de queso y clara de huevo, razón por la que se emplea en el rebozado (o napado, aunque más correctamente se debe denominar sufratado) de algunos alimentos. En estos casos se denominan «a la Villaroy». Algunos ejemplos son pollo a la Villeroy y las costillas a la Villaroy. El nombre de la salsa se debe al Marqués de Villeroy (1644-1730).

## Características
Se elabora inicialmente una salsa bèchamel que se suele retirar del fuego (o foco de calor), y a la que se añade queso rallado y una clara de huevo mientras se bate. Esta operación añade un exceso de proteínas que espesa finalmente la salsa de una forma considerable. La salsa finalmente se expresa mediante los siguientes ingredientes:
{\displaystyle \underbrace {Harina+Mantequilla+Leche} _{Bechamel}\;+\;\;\underbrace {Queso\;+\;\;Clara\;\;de\;\;Huevo} _{Proteinas}\longmapsto Salsa\;\;Villeroy}
El espesor y densidad final que muestra la salsa hace que se empleen en rebozados de alimentos como pueden ser las partes magras de aves como el pollo, pescados como puede ser el salmón, costillas, etc.

## Usos
Uno de los primeros usos es en el rebozado de carnes de ave, e incluso de moluscos como los mejillones.